# Храдецки, Грегор
Грегор Храдецки (нем. Gregor Hradetzky; 31 января 1909, Кремс-ан-дер-Донау — 29 декабря 1984, Бад-Клайнкирхгайм, Каринтия) — бывший австрийский каноист и мастер по изготовлению музыкальных органов. Принимал участие в соревнованиях по гребле на байдарках и каноэ в конце 1930-х годов. Участник и призёр Олимпийских игр 1936 года в Берлине.
Грегор Храдецки родился в Кремсе-на-Дунае и умер в Бад-Клайнкирхгайме.

## Спортивные достижения
Грегор Храдецки на летних Олимпийских играх 1936 в Берлине завоевал золотую медаль в дисциплине К-1 на дистанции 1000 метров, а также в дисциплине К-1 распашные на дистанции 10000 метров. Он один из двух австрийцев в истории, кто смог выиграть две Олимпийские золотые медали на одних и тех же летних Олимпийских играх. Вторым был австрийский спортсмен Юлиус Ленгарт.
Храдецки также завоевал бронзовую медаль в дисциплине К-1 на дистанции 1000 метров в соревнованиях по гребле на байдарках и каноэ (спринт) на чемпионате мира в Ваксхольме в 1938 году. На этом чемпионате Храдецки представлял Германию.